# Elohim Prandi
Elohim Prandi (Istres, 24 de agosto de 1998) es un jugador de balonmano francés que juega de lateral izquierdo en el Paris Saint-Germain de la LNH. Es internacional con la selección de balonmano de Francia, con la que disputó su primer gran torneo en el Campeonato Europeo de Balonmano Masculino de 2020.

## Clubes
| Club                | País    | Año         |
| ------------------- | ------- | ----------- |
| USAM Nîmes          | Francia | 2017 - 2020 |
| Paris Saint-Germain | Francia | 2020 - Act. |

## Palmarés

### Selección nacional
| Campeonato Mundial | Campeonato Mundial           | Campeonato Mundial | Campeonato Mundial |
| Año                | Lugar                        | Medalla            |                    |
| ------------------ | ---------------------------- | ------------------ | ------------------ |
| 2023               | Polonia y Suecia             | Medalla de plata   |                    |
| 2025               | Croacia, Dinamarca y Noruega | Medalla de bronce  |                    |
| Campeonato Europeo |                              |                    |                    |
| Año                | Lugar                        | Medalla            |                    |
| 2024               | Alemania                     | Medalla de oro     |                    |

### PSG
- Liga de Francia de balonmano (4): 2021, 2022, 2023, 2024
- Copa de Francia de balonmano (2): 2021, 2022
- Supercopa de Francia (1): 2023

## Estadísticas

### Selección nacional
|  | Líder del Torneo            |
|  | Incluido en el Equipo Ideal |

| Torneo                | Partidos | Ataque | Ataque | Ataque      | Ataque | Posición          |
| Torneo                | Partidos | Goles  | Tiros  | Efectividad | Media  | Posición          |
| --------------------- | -------- | ------ | ------ | ----------- | ------ | ----------------- |
| Europeo 2020          | 3        | 2      | 10     | 20%         | 0,67   | 14.ª              |
| Mundial 2023          | 9        | 18     | 34     | 52,94%      | 2      | Medalla de plata  |
| Europeo 2024          | 9        | 22     | 44     | 50%         | 2,44   | Medalla de oro    |
| Juegos Olímpicos 2024 | 6        | 21     | 42     | 50%         | 3,5    | 8º                |
| Mundial 2025          | 8        | 18     | 38     | 47,37%      | 2,23   | Medalla de bronce |
| Total en su carrera   | 35       | 81     | 168    | 48,21%      | 2,31   | -                 |

Actualizado a 3 de febrero de 2025.